# Murjek
Murjek (samisch Muorjek) ist ein Ort in Nordschweden etwa neun Kilometer südlich des Polarkreises. Er liegt etwa 100 km nördlich von Luleå und 60 km südöstlich von Jokkmokk und gehört zur Gemeinde Jokkmokk der schwedischen Provinz Norrbottens län und der historischen Provinz (landskap) Lappland.
Murjek ist der einzige Bahnhof der Erzbahn von Luleå nach Narvik in der Gemeinde Jokkmokk. Es halten hier täglich mehrere Personenzüge. Mit dem Bus besteht eine Verbindung nach Jokkmokk über Vuollerim. Die Fahrtzeit beträgt zirka eine Stunde. Die nächstgelegenen Flughäfen sind Luleå und Kiruna. Im Ort gibt es eine Jugendherberge.
Die Einwohnerzahl des Ortes ist stark rückläufig: Hatte Murjek 1960 noch 460 Einwohner, so waren es 1980 letztmals über 200; danach ging der Status eines Tätorts verloren, nach 2010 (51 Einwohner) auch der eines Småorts.